# 2006-os labdarúgó-világbajnokság-selejtező (CONCACAF)
A 2006-os labdarúgó-világbajnokság selejtezőjének CONCACAF-zónájában összesen 35 nemzet versenyzett a 3,5 helyért. Puerto Rico visszalépésével végül 34 csapat vett részt a selejtezőkben.  
Négy szakaszból állt a selejtezősorozat. Az első két fordulóban egyenes kieséses rendszerben döntötték el a továbbjutást, a harmadik és a negyedik fordulóban pedig csoportkört rendeztek. 

## Lebonyolítás
- Első forduló: a 20 legalacsonyabban rangsorolt csapatot összepárosították és oda-visszavágós alapon megmérkőztek egymással. A párharcok győztesei bejutottak a második fordulóba.
- Második forduló: a 24 csapatot (10 továbbjutó az első fordulóból és 14 kiemelt) összepárosították és oda-visszavágós alapon megmérkőztek egymással. A párharcok győztesei bejutottak a harmadik fordulóba.
- Harmadik forduló: a 12 csapat három darab 4 tagú csoportba került, ahol körmérkőzéseket rendeztek. Az első két helyezett bejutott a negyedik fordulóba.
- Negyedik forduló: a harmadik fordulóba jutott hat csapat megmérkőzött egymás ellen oda-visszavágós alapon. Az első három helyezett kijutott a 2006-os világbajnokságra. A negyedik helyezett pedig interkontinentális pótselejtezőt játszott az AFC-zónából érkező ellenféllel.

## Első forduló
| 1. csapat                | Össz.Tooltip Aggregate score | 2. csapat                 | 1. mérk. | 2. mérk. |
| ------------------------ | ---------------------------- | ------------------------- | -------- | -------- |
| Grenada                  | 8–1                          | Guyana                    | 5–0      | 3–1      |
| Bermuda                  | 20–0                         | Montserrat                | 13–0     | 7–0      |
| Haiti                    | 7–0                          | Turks- és Caicos-szigetek | 5–0      | 2–0      |
| Brit Virgin-szigetek     | 0–10                         | Saint Lucia               | 0–1      | 0–9      |
| Kajmán-szigetek          | 1–5                          | Kuba                      | 1–2      | 0–3      |
| Aruba                    | 2–10                         | Suriname                  | 1–2      | 1–8      |
| Antigua és Barbuda       | 2–3                          | Holland Antillák          | 2–0      | 0–3      |
| Dominikai Közösség       | 4–2                          | Bahama-szigetek           | 1–1      | 3–1      |
| Amerikai Virgin-szigetek | 0–11                         | Saint Kitts és Nevis      | 0–4      | 0–7      |
| Dominikai Köztársaság    | 6–0                          | Anguilla                  | 0–0      | 6–0      |

## Második forduló
| 1. csapat             | Össz.Tooltip Aggregate score | 2. csapat                             | 1. mérk. | 2. mérk. |
| --------------------- | ---------------------------- | ------------------------------------- | -------- | -------- |
| Egyesült Államok      | 6–2                          | Grenada                               | 3–0      | 3–2      |
| Salvador              | 4–3                          | Bermuda                               | 2–1      | 2–2      |
| Haiti                 | 1–4                          | Jamaica                               | 1–1      | 0–3      |
| Panama                | 7–0                          | Saint Lucia                           | 4–0      | 3–0      |
| Kuba                  | 3–3 (i.g.)                   | Costa Rica                            | 2–2      | 1–1      |
| Suriname              | 2–4                          | Guatemala                             | 1–1      | 1–3      |
| Holland Antillák      | 1–6                          | Honduras                              | 1–2      | 0–4      |
| Kanada                | 8–0                          | Belgium                               | 4–0      | 4–0      |
| Dominikai Közösség    | 0–18                         | Mexikó                                | 0–10     | 0–8      |
| Barbados              | 2–5                          | Saint Kitts és Nevis                  | 0–2      | 2–3      |
| Dominikai Köztársaság | 0–6                          | Trinidad és Tobago                    | 0–2      | 0–4      |
| Nicaragua             | 3–6                          | Saint Vincent és a Grenadine-szigetek | 2–2      | 1–4      |

## Harmadik forduló

### 1. csoport
| Hely. | Csapat           | M | Gy | D | V | G+ | G– | Gk  | P  | Továbbjutás                   |     | Amerikai Egyesült Államok | Panama | Jamaica | Salvador |
| ----- | ---------------- | - | -- | - | - | -- | -- | --- | -- | ----------------------------- | --- | ------------------------- | ------ | ------- | -------- |
| 1.    | Egyesült Államok | 6 | 3  | 3 | 0 | 13 | 3  | +10 | 12 | Bejutott a negyedik fordulóba |     | —                         | 6–0    | 1–1     | 2–0      |
| 2.    | Panama           | 6 | 2  | 2 | 2 | 8  | 11 | −3  | 8  | Bejutott a negyedik fordulóba |     | 1–1                       | —      | 1–1     | 3–0      |
| 3.    | Jamaica          | 6 | 1  | 4 | 1 | 7  | 5  | +2  | 7  |                               |     | 1–1                       | 1–2    | —       | 0–0      |
| 4.    | Salvador         | 6 | 1  | 1 | 4 | 2  | 11 | −9  | 4  |                               | 0–2 | 2–1                       | 0–3    | —       |          |

### 2. csoport
| Hely. | Csapat     | M | Gy | D | V | G+ | G– | Gk | P  | Továbbjutás                   |     | Costa Rica | Guatemala | Honduras | Kanada |
| ----- | ---------- | - | -- | - | - | -- | -- | -- | -- | ----------------------------- | --- | ---------- | --------- | -------- | ------ |
| 1.    | Costa Rica | 6 | 3  | 1 | 2 | 12 | 8  | +4 | 10 | Bejutott a negyedik fordulóba |     | —          | 5–0       | 2–5      | 1–0    |
| 2.    | Guatemala  | 6 | 3  | 1 | 2 | 7  | 9  | −2 | 10 | Bejutott a negyedik fordulóba |     | 2–1        | —         | 1–0      | 0–1    |
| 3.    | Honduras   | 6 | 1  | 4 | 1 | 9  | 7  | +2 | 7  |                               |     | 0–0        | 2–2       | —        | 1–1    |
| 4.    | Kanada     | 6 | 1  | 2 | 3 | 4  | 8  | −4 | 5  |                               | 1–3 | 0–2        | 1–1       | —        |        |

### 3. csoport
| Hely. | Csapat                                | M | Gy | D | V | G+ | G– | Gk  | P  | Továbbjutás                   |     | Mexikó | Trinidad és Tobago | Saint Vincent és a Grenadine-szigetek | Saint Kitts és Nevis |
| ----- | ------------------------------------- | - | -- | - | - | -- | -- | --- | -- | ----------------------------- | --- | ------ | ------------------ | ------------------------------------- | -------------------- |
| 1.    | Mexikó                                | 6 | 6  | 0 | 0 | 27 | 1  | +26 | 18 | Bejutott a negyedik fordulóba |     | —      | 3–0                | 7–0                                   | 8–0                  |
| 2.    | Trinidad és Tobago                    | 6 | 4  | 0 | 2 | 12 | 9  | +3  | 12 | Bejutott a negyedik fordulóba |     | 1–3    | —                  | 2–1                                   | 5–1                  |
| 3.    | Saint Vincent és a Grenadine-szigetek | 6 | 2  | 0 | 4 | 5  | 12 | −7  | 6  |                               |     | 0–1    | 0–2                | —                                     | 1–0                  |
| 4.    | Saint Kitts és Nevis                  | 6 | 0  | 0 | 6 | 2  | 24 | −22 | 0  |                               | 0–5 | 1–2    | 0–3                | —                                     |                      |

## Negyedik forduló
| Hely. | Csapat             | M  | Gy | D | V | G+ | G– | Gk  | P  | Továbbjutás                         |     | Amerikai Egyesült Államok | Mexikó | Costa Rica | Trinidad és Tobago | Guatemala | Panama |
| ----- | ------------------ | -- | -- | - | - | -- | -- | --- | -- | ----------------------------------- | --- | ------------------------- | ------ | ---------- | ------------------ | --------- | ------ |
| 1.    | Egyesült Államok   | 10 | 7  | 1 | 2 | 16 | 6  | +10 | 22 | Kijutott a 2006-os világbajnokságra |     | —                         | 2–0    | 3–0        | 1–0                | 2–0       | 2–0    |
| 2.    | Mexikó             | 10 | 7  | 1 | 2 | 22 | 9  | +13 | 22 | Kijutott a 2006-os világbajnokságra |     | 2–1                       | —      | 2–0        | 2–0                | 5–2       | 5–0    |
| 3.    | Costa Rica         | 10 | 5  | 1 | 4 | 15 | 14 | +1  | 16 | Kijutott a 2006-os világbajnokságra |     | 3–0                       | 1–2    | —          | 2–0                | 3–2       | 2–1    |
| 4.    | Trinidad és Tobago | 10 | 4  | 1 | 5 | 10 | 15 | −5  | 13 | Interkontinetális pótselejtező      |     | 1–2                       | 2–1    | 0–0        | —                  | 3–2       | 2–0    |
| 5.    | Guatemala          | 10 | 3  | 2 | 5 | 16 | 18 | −2  | 11 |                                     |     | 0–0                       | 0–2    | 3–1        | 5–1                | —         | 2–1    |
| 6.    | Panama             | 10 | 0  | 2 | 8 | 4  | 21 | −17 | 2  |                                     | 0–3 | 1–1                       | 1–3    | 0–1        | 0–0                | —         |        |

1. 1 2  Tied on head-to-head points (3). Head-to-head goal difference: United States +1, Mexico −1.

## Interkontinentális pótselejtező
| 1. csapat          | Össz.Tooltip Aggregate score | 2. csapat | 1. mérk. | 2. mérk. |
| ------------------ | ---------------------------- | --------- | -------- | -------- |
| Trinidad és Tobago | 2–1                          | Bahrein   | 1–1      | 1–0      |

## Kijutott csapatok
Az alábbi három csapat jutott ki a CONCACAF-zónából a 2006-os labdarúgó-világbajnokságra.
| Csapat             | Kijutás                                  | Kijutás dátuma      | Korábbi részvételek a világbajnokságon1                                     |
| ------------------ | ---------------------------------------- | ------------------- | --------------------------------------------------------------------------- |
| Egyesült Államok   | 1. hely                                  | 2005. szeptember 3. | 7 (1930, 1934, 1950, 1990, 1994, 1998, 2002)                                |
| Mexikó             | 2. hely                                  | 2005. szeptember 7. | 12 (1930, 1950, 1954, 1958, 1962, 1966, 1970, 1978, 1986, 1994, 1998, 2002) |
| Costa Rica         | 3. hely                                  | 2005. október 8.    | 2 (1990, 2002)                                                              |
| Trinidad és Tobago | Interkontinentális pótselejtező győztese | 2005. november 16.  | 0 (debütálás)                                                               |

1Dőlt betűvel az adott év rendezői kerültek feltüntetésre.